# 北投磺田福佑宮
磺田福佑宮建於清光緒年間，以唭哩岸石構築基礎與牆面，廟中保留最原始以唭哩岸石打造之土地公，乃北投地區民間傳統信仰之場所，2015年9月七日，台北市政府認定為歷史建築。

## 外部連結
- 北投磺田福佑宮—文化部文化資產局（页面存档备份，存于）